# Jun Matsumoto (Schauspieler)

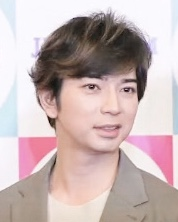
Jun Matsumoto, 2019

Jun Matsumoto (jap. 松本 潤, Matsumoto Jun; * 30. August 1983 in Toshima, Tokio), auch MatsuJun (松潤) genannt, ist ein japanischer Schauspieler und Sänger sowie Mitglied der Boyband Arashi. Matsumoto ist als Schauspieler bekannt für seine Darbietungen in Kimi wa Petto, Tokyo Tower, Boys Over Flowers, Shitsuren Chocolatier und 99.9 Criminal Lawyer.

## Leben

### Kindheit und Familie
Matsumoto wurde in Toshima, Tokyo als das jüngste Kind der Familie geboren. Er hat eine ältere Schwester deren Unterstützung von KinKi Kids seine Entscheidung beeinflusste sich 1996 Johnny & Associates anzuschließen. Beim Glauben, es könne Glück bringen, sandte er seine Bewerbung an diese Agentur am Tag seiner Abschlussfeier seiner Grundschule, wobei er einige Wochen später einen Anruf von dem Präsidenten Johnny Kitagawa selbst erhielt, der ihn zu einer Probeaufführung statt zu einem Vorsprechen einlud.
Matsumoto machte 2002 seinen Abschluss an der Horikoshi Gakuen, die bekannt für ihre vielen Absolventen im Bereich der darstellenden Kunst wie Kyoko Fukada und Ai Kato ist.

## Andere Projekte

### Radio
Matsumoto hat seine eigene Radiosendung, Jun Style, auf Nack5 seit dem 5. Oktober 2002.

## Filmografie

### Fernsehserien
- Bokura no yūki ~miman tōshi~ (1997)
- Kindaichi Shōnen no Jikembo 3 (2001) als Kindaichi
- Gokusen (2002) als Sawada Shin
- Kimi wa Petto (2003) als Gōda Takeshi
- Yoiko no Mikata (2003) als Sawada Shin
- Hana Yori Dango (2005) als Domyōji Tsukasa
- Propose (2005) Episode 01
- Yonimo Kimyouna Monogatari 15-jähriges Jubiläumsspecial (2006)
- Hana Yori Dango 2 (2007) als Domyōji Tsukasa
- Bambino! (2007) als Ban Shōgo

- SMILE (2009) als Vito Hayakawa
- Wagaya no Rekishi (2010) als Yame Yoshio
- Natsu no Koi wa Nijiiro ni Kagayaku (2010) als Kusonoko Taiga
- Lucky Seven (2012) als Shuntaro Tokita

### Filme
- Pika*nchi Life is Hard Dakedo Happy (2002) als Bon
- Pika**nchi Life is Hard Dakara Happy (2003) als Bon
- Tōkyō Tower (2004) als Koji
- Yonimo Kimyōna Monogatari (2006)
- Boku wa Imōto ni Koi o Suru (Ich liebe meine kleine Schwester) (2007) als Yūki Yori
- Kiroii Namida (Gelbe Tränen) (2007) als Katsumata Yūji
- Myu no Anyo Papa ni Ageru (2008) als Hayato Yamaguchi
- Hana Yori Dango Final (2008) als Domyōji Tsukasa
- Kakushi Toride no San’akunin: The Last Princess (2008) als Takezo
- Saigo no Yakusoku (2010)

## Auszeichnungen und Nominierungen
| Jahr | Organisation                                   | Auszeichnung            | Werk                   | Resultat  |
| ---- | ---------------------------------------------- | ----------------------- | ---------------------- | --------- |
| 2002 | 33rd Television Drama Academy Awards           | Bester Nebendarsteller  | Gokusen                | Gewonnen  |
| 2005 | 47th Television Drama Academy Awards           | Bester Nebendarsteller  | Hana Yori Dango        | Gewonnen  |
| 2007 | 10th Nikkan Sports Drama Grand Prix (Winter)   | Bester Nebendarsteller  | Hana Yori Dango 2      | Gewonnen  |
| 2007 | 53rd Television Drama Academy Awards           | Bester Darsteller       | Bambino!               | Gewonnen  |
| 2007 | 11th Nikkan Sports Drama Grand Prix (Frühling) | Bester Darsteller       | Bambino!               | Nominiert |
| 2008 | GQ Japan Men of the Year 2008                  | GQ Man Of The Year 2008 | Hana Yori Dango Series | Gewonnen  |
| 2009 | 13th Nikkan Sports Drama Grand Prix (Frühling) | Bester Darsteller       | Smile                  | Gewonnen  |
| 2009 | 61st Television Drama Academy Awards           | Bester Darsteller       | Smile                  | Nominiert |